# Mária Bartuszová
Mária Bartuszová (1936–1996) va ser una escultora eslovaca, coneguda per les seves escultures abstractes fetes amb guix blanc. Hi ha obra seva a les col·leccions del Centre Pompidou, de la Galeria Nacional Eslovaca de Bratislava i a la Tate de Londres. Una obra seva va formar part de la selecció oficial de la Biennal de Venècia d'art de 2022, i la Tate li va dedicar una exposició monogràfica el 2023.

## Biografia
Mária Bartuszová va néixer el 24 d'abril de 1936 a Praga.
Entre 1951 i 1955 va estudiar a l'Escola Superior d'Arts Aplicades de Praga. Va contiinuar els seus estudis a ll' Acadèmia d'Arts, Arquitectura i Disseny de Praga fins al 1961. Després de graduar-se, es va establir a Košice, Eslovàquia, amb el seu marit, el també escultor Juraj Bartusz.
El 1966 Bartuszová va ser inclosa a l' Exposició dels joves a la Casa de les Arts de Brno. Va ser membre del Club de Concretists (Klub konkrétistů), una organització d'art concret. Al llarg de la seva vida va exposar sobretot a Eslovàquia i la República Txeca.
Bartuszová va morir el 22 de desembre de 1996 a Košice. La seva obra s'inclou al Centre Pompidou de París i a la Galeria Nacional Eslovaca de Bratislava. El seu treball també es troba a la col·lecció de la Tate de Londres i estava previst que es mostrés allà en una retrospectiva en solitari el 2020. A causa de la pandèmia de COVID, la restricció es va ajornar al 2023.

## Publicacions
- Bažantová, Viera – Kvasnička, Marián. Mária Bartuszová. Trenčín: M. A. Bazovský Gallery, 1983
- Beskid, Vladimír. Mária Bartuszová - Cesta k organickej plastike / The Path to Organic Sculpture (1962-1966): Bratislava: Slovak National Gallery, 2005. ISBN 8080590990.
- Dziewańska, Marta (ed.). Provisional Forms. Warszaw: Museum of Modern Art in Warszaw, 2015. ISBN 9788364177262
- Garlatyová, Gabriela. Lives of the Artists: Maria Bartuszová. In. Tate Etc., Issue 40 — Summer 2017, Publisher Tate Gallery, London.
- Mária Bartuszová - Sculpture Works 1:1962/1987: exhibition catalogue: Exhibition Hall ZSVU Košice - January 1987. Košice: ZSVU, 1988. 63 s.
- Bingham Juliet (ed.). Maria Bartuszová. London : Tate Publishing, 2022. Hardcover, 192 p. ISBN 9781849766777